# Karl Müller-Berghaus

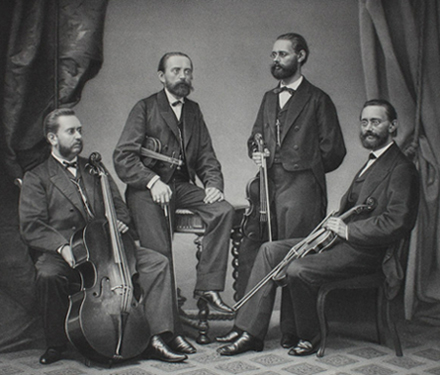
Gebrüder-Müller-Quartett, von links nach rechts: Wilhelm, Karl, Hugo und Bernhard Müller (um 1870)

Karl Müller-Berghaus, geb. Karl/Carl Wilhelm Müller (* 14. April 1829 in Braunschweig; † 11. November 1907 in Stuttgart) war ein deutscher Musiker, Komponist und Arrangeur.

## Leben
Karl Müller stammte aus eine bekannten Musikerfamilie. Er war einer von vier Söhnen von Karl Friedrich Müller (1797–1873), Kapellmeister der Hofkapelle in Braunschweig, Erster Geiger und Leiter des älteren Gebrüder-Müller-Quartetts.
Nach ihrer Ausbildung beim Vater bildeten die Gebrüder Müller 1855 das jüngere Gebrüder-Müller-Quartett und unternahmen erfolgreiche Tourneen durch ganz Europa. Zu dieser Zeit war Karl Müller Geiger im Hoforchester von Meiningen. Am 23. Oktober 1863 heiratete er in Berlin die Sängerin Elvira Berghaus (1837–1924). Daraufhin nahmen beide, was für die damalige Zeit ungewöhnlich war, den Namen Müller-Berghaus an.
1866 wurde Karl Müller-Berghaus Musikdirektor des Städtischen Orchesters in Rostock. 1869 ging er nach Chemnitz als Musikdirektor der Städtischen Kapelle Chemnitz. Ende 1872 wurde er als Nachfolger von Béla Kéler zum Leiter des Kurorchesters in Wiesbaden berufen und seine Frau Elvira Müller-Berghaus hier als Konzertsängerin engagiert.
In der zweiten Hälfte der 1870er Jahre lebte und wirkte das Ehepaar Müller-Berghaus in Lugano und Nizza, wo Karl Müller-Berghaus das Privatorchester des russischen Barons Paul von Derwies leitete. In Nizza zog Elvira die Aufmerksamkeit der Königin Olga von Württemberg auf sich. 1880 kam das Paar auf besondere Berufung durch König Karl und Königin Olga nach Stuttgart.
Schon Ende des folgenden Jahres 1881 nahm Karl Müller-Berghaus eine „vorteilhafte Berufung als Musikdirektor nach Hamburg“ an, während seine Frau in Stuttgart blieb und allein das von ihr begründete Gesanginstitut fortführte. in diesem Engagement blieb er bis 1886.

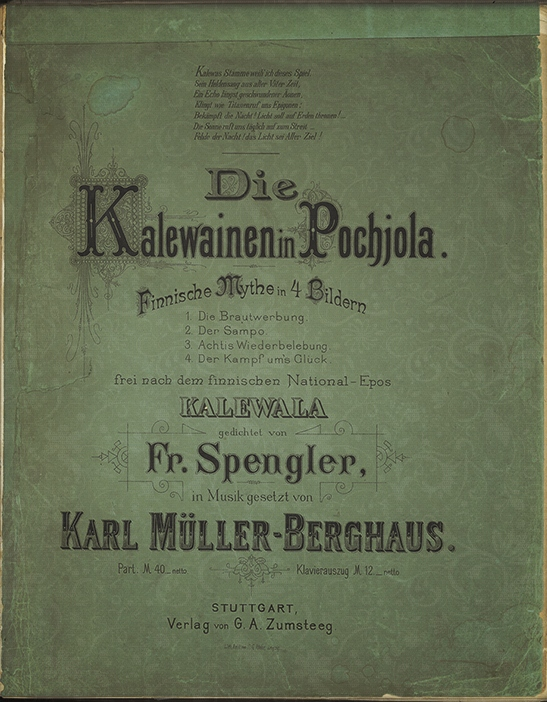
Die Kalewainen in Pochjola

Von 1886 bis 1895 leitete er jeweils in der Saison das Orchester der Musikgesellschaft in Turku, das älteste Orchester Finnlands. Hier entstand 1890 seine Oper Die Kalewainen in Pochjola nach Motiven des finnischen Nationalepos Kalevala. Sie wurde 1890 nur teilweise konzertant und erst 2017 komplett aufgeführt.
Im Ruhestand lebte Karl Müller-Berghaus wieder ganz in Stuttgart.
Daneben komponierte Müller-Berghaus eine Operette, die Kantate Jephta's Tochter (zu seinen Lebzeiten seine bekannteste Komposition), Streichquartette, Solosonaten für Violine und Cello und Lieder. Über seinen Tod hinaus bekannt war er vor allem durch seine symphonischen Orchester-Arrangements von Klavierwerken Franz Liszts, Ludwig van Beethovens Streichquartett in cis-moll und Anton Rubinstein Valse Caprice.